# Dywizja Forteczna Świnoujście
Dywizja Forteczna Świnoujście, Dywizja Forteczna Swinemünde (niem. Festungs-Division Swinemünde) – jedna z niemieckich dywizji fortecznych. Utworzona w styczniu 1945 roku przez Komendanta Morskiego Pomorza. Skapitulowała w kwietniu 1945 roku. Jej dowódcą był generał major Arthur Kopp. Składała się z 5 alarmowych pułków fortecznych (numery 1 do 5) i oddziału szkolnego artylerii nadbrzeżnej.